# Puente de Montañana
Puente de Montañana – gmina w Hiszpanii, w prowincji Huesca, w Aragonii, o powierzchni 48,56 km². W 2011 roku gmina liczyła 133 mieszkańców.